# Kynortion
Kynortion (griechisch Κυνόρτιον = Hundsberg) ist der antike Name eines Berges im griechischen Regionalbezirk Argolis. Er liegt etwa 4 km südöstlich des Ortes Lygourio. Auf der Südseite des Berges befindet sich der Ort Adami. Heute wird der Berg nach der Kirche, die dem biblischen Prophet Elija geweiht ist, und auf dem mittleren Gipfel (672 m) steht Profitis Ilias (griechisch Προφήτης Ηλίας) genannt. Aber auch der antike Name findet heute noch Verwendung.
An seinem nordöstlichen Abhang liegt das Heiligtum des Apollon Maleatas. Manche Forscher vermuten, dass der Bergsattel auf dem das Heiligtum lag der eigentliche Kynortion war. Unterhalb diesem erstreckt sich die Ausgrabungsstätte von Epidauros mit dem berühmten Theater. In Epidauros befand sich das Heiligtum des Gottes Asklepios. Der Name des Kynortion ist verknüpft mit der epidaurischen Version des Asklepios-Mythos. Als Asklepios nach seiner Geburt auf dem Berg Titthion (griechisch Τίτθιον = Mutterbrust, Amme) ausgesetzt wurde, soll er von einer Ziege mit Milch genährt und einem Hütehund beschützt worden sein.